# قولنجی
قولنجی (قولونجو)، روستایی است از توابع بخش انزل و در شهرستان ارومیه استان آذربایجان غربی ایران واقع شده‌است. این روستا مرکز دهستان انزل جنوبی می‌باشد. اهالی این روستا ترک آذربایجانی هستند و بیشتر آنها مذهب سنی حنفی یا کره سنی دارند. مذهب برخی دیگر از اهالی روستا نیز شیعه است.

## جمعیت
بر اساس سرشماری مرکز ملی آمار ایران در سال ۱۳۹۵، جمعیت این روستا ۵٬۱۹۲ نفر  شامل ۱٬۵۶۶ خانوار بوده‌است. 
محل درآمد مردم این دهستان (قولنجی) بیشتر از راه کشاورزی، رانندگی و کارهای ساختمانی و ماشین‌های سنگین است.
در سال‌های ۱۹۱۸ و ۱۹۱۹ قولنجی مقر سربازان سپاه عثمانی بوده‌است. 
از مشاهیر قولنجی می‌توان به نام‌هایی همچون حاج قیلینج خان، محمد علی بوزقورت (۱۹۴۸–۱۸۸۶) مشهور به «غازی بوزقورت» (Gazi Bozkurt) که مزارش در استان حکاری در ترکیه است و دده کاتیب (۱۳۰۴–۱۳۸۷) عالم و شاعر مشهور آذربایجان اشاره کرد که از شعرای بزرگ تاریخ آذربایجان به‌شمار می‌روند. 
در قولنجی زیارتگاهی وجود دارد که آن را مزار یکی از اصحاب پیامبر اسلام به‌نام «عبدالله بن حسان خزرجی انصاری مدنی» معروف به «ابوالقاسم» می‌دانند. مردم به او «شاه ابوالقاسم» می‌گویند.
گردو، گیلاس، بادام، انگور و سیب مهم‌ترین محصولات روستای بزرگ قولنجی هستند.